# Skei
Skei är en tätort i Sunnfjords kommun i Vestland fylke i västra Norge. Orten ligger på norra sidan av Jølstravatnet, där riksväg 5 möter Europaväg 39. Den utgjorde tidigare centralort i dåvarande Jølsters kommun i Sogn og Fjordane fylke.